# 奧克蘭鎮區 (愛荷華州路易莎縣)
奧克蘭鎮區（英語：Oakland Township）是位於美國愛荷華州路易莎縣的一個行政鎮區。

## 地方資料
根據2010年美國人口普查的數據，奧克蘭鎮區的面積為62.81平方千米，當中陸地面積為59.46平方千米，而水域面積為3.35平方千米。當地共有人口280人，而人口密度為每平方千米4.46人。